# Gui (vase)
Pour les articles homonymes, voir Gui.

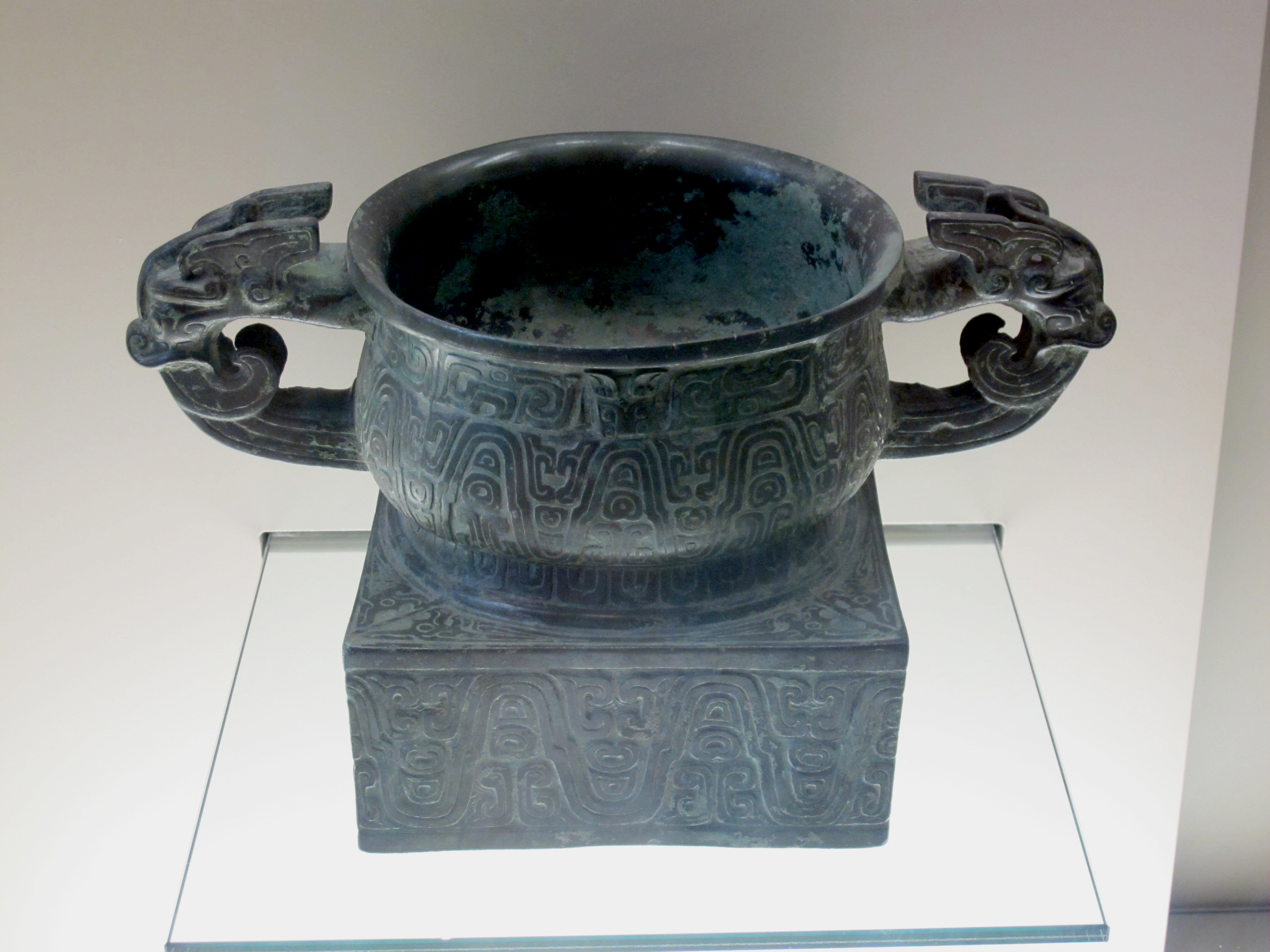
Vase gui pour les offrandes de céréales. Zhou occidentaux. Bronze H : 30 cm. Musée Cernuschi

Un gui est un type de bronze chinois destiné aux offrandes de grain dans la Chine antique, ou son prototype en céramique à l'époque néolithique. C'est, le plus souvent, un récipient circulaire à large ouverture et trapu. Il a en général deux anses qui génèrent deux faces ornées, mais quelquefois quatre anses. Parmi les nombreuses variantes on trouve un pied plus élevé, ou une base de section carré.
Les récipients rituels en bronze étaient représentatifs de l'âge du bronze chinois entre 1600 et 300 av. J.-C. On les utilise lors de cérémonies officielles, religieuses ou claniques. Ces objets agissent comme symboles de la position sociale des élites et des nantis de la société. Ils sont fréquemment déposés dans les tombes pour accompagner le défunt dans l'au-delà. D'où le grand nombre qui ont été retrouvés lors de fouilles archéologiques.

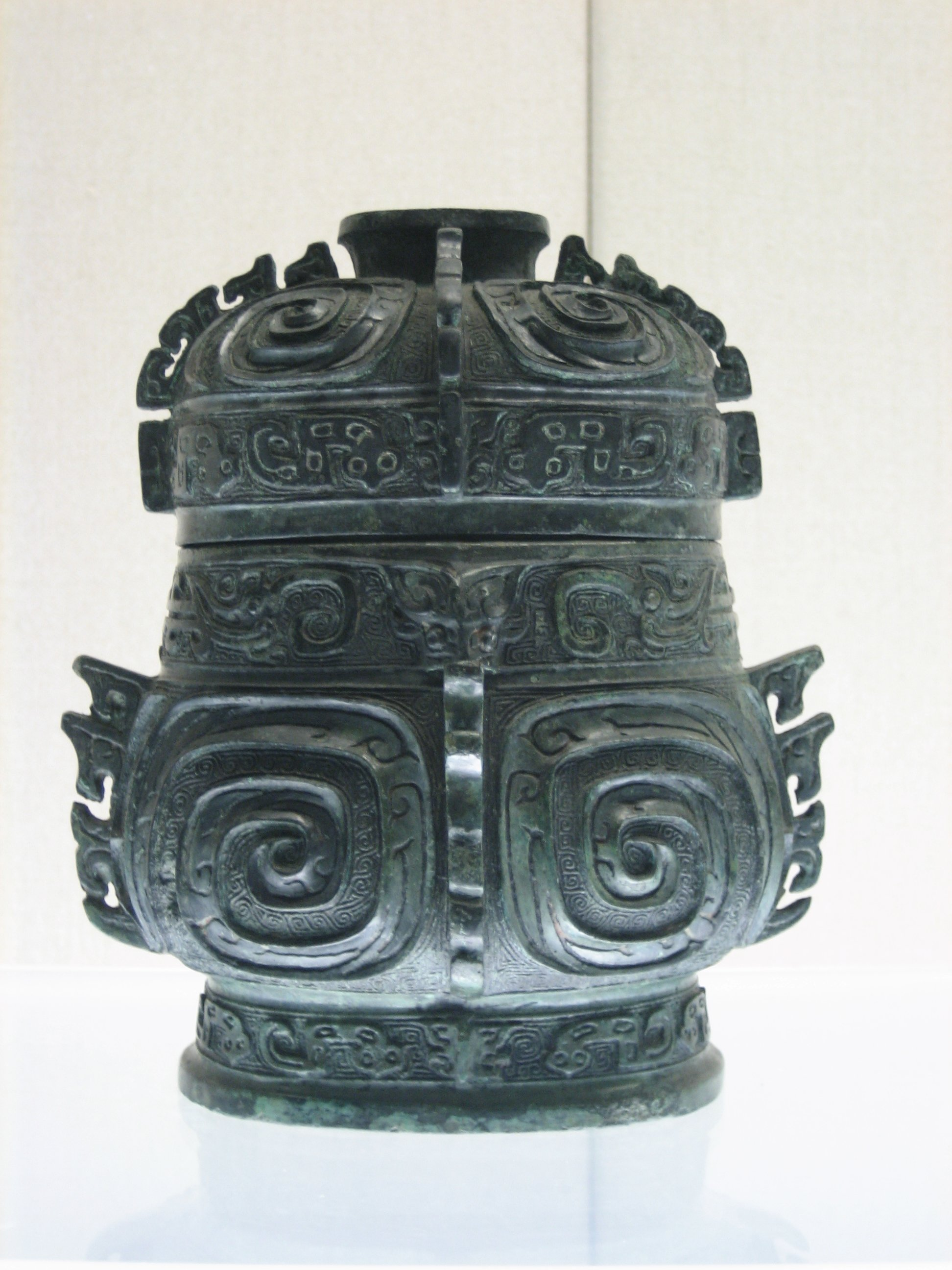
Gui de la dynastie Zhou avec motifs spiralés

À partir de Dynastie Zhou, des motifs ornés représentant des créatures à museau avec un corps en forme de spirale apparaissent sur les vases.